# Pro Cycling Manager Saison 2007
Pro Cycling Manager Saison 2007 est un jeu vidéo de gestion d'équipe cycliste sorti en 2007 sous Windows et PlayStation Portable. Le jeu a été développé par Cyanide et édité par Focus Home Interactive.

## Accueil
- Jeuxvideo.com : 15/20[1]